# Bitini
Bitinii a fost populație ce locuia în nord-vestul Asiei Mici, posibil de origine tracică.
Herodot scrie despre ei că erau „traci ce luptau purtând pe cap căciuli de vulpe, pe trup tunici și se înfășurau cu zeghi pestrițe, iar pe pulpe și în picioare aveau încăltări din piei de căprioară. Purtau suliți, scuturi ușoare și săbii mici. Trecând in Asia s-au numit bitini, înainte, spun ei, se numeau strimonii, care locuiau pe râul Strymon” (azi Struma).
Migrația a avut loc cu trei secole înainte de Herodot, în secolul al V-lea î.Hr..
Vasile Pârvan, în 1926, în lucrarea Getica, pe baza analizei lingvistice afirmă că „elementul dacic a fost precumpănitor în migrația geto-scitică spre Macedonia, Rodopi, Valea de jos a Hebrului și chiar spre Bitinia și nord-vestul Asiei Mici”.